# Nitocrella stygia
Nitocrella stygia is een eenoogkreeftjessoort uit de familie van de Ameiridae. De wetenschappelijke naam van de soort is voor het eerst geldig gepubliceerd in 1976 door Apostolov.